# Alexander James Dallas
Alexander James Dallas (21 tháng 6 năm 1759 - 16 tháng 1 năm 1817) là một chính trị gia, luật sư người Jamaica-Hoa Kỳ, người đã từng trở thành Bộ trưởng Ngân khố Hoa Kỳ thứ 6 từ năm 1814 đến năm 1816 dưới thời Tổng thống James Madison. Ông cũng từng là Người báo cáo các quyết định của Toà án Tối cao Hoa Kỳ thứ nhất từ năm 1790 đến năm 1800.
Alexander sinh ngày 21 tháng 6 năm 1759 tại Kingston, Jamaica, cha ông là Robert Charles Dallas và mẹ ông là Sarah Elizabeth (Cormack) Hewitt. Năm 1764, gia đình ông di cư tới Edinburgh, Scotland.
Ông được học với James Elphinston, một nhà giáo dục và là nhà ngôn ngữ học lỗi lạc. Ông đã từng học Đại học Edinburgh tại Scotland.
Ông cưới Arabella Maria Dallas, con gái của Thị trưởng George Smith vào năm 1780. Ông được nhận vào quán bar vào năm 1783.
Sau 2 chức vụ, ông rời khỏi Quốc hội Hoa Kỳ. Sức khỏe của ông yếu dần ngay sau đó. Ông qua đời do bệnh tật vào ngày 16 tháng 1 năm 1817 ở tuổi 57 tại Philadelphia, Pennsylvainia, Hoa Kỳ.